# Loma Vicente Guerrero
Loma Vicente Guerrero är en ort i Mexiko, tillhörande kommunen Jiquipilco i den nordvästra delen av delstaten Mexiko. Orten hade 556 invånare vid folkräkningen 2010.